# 디 에지
디 에지(영어: The Edge, 1961년 8월 8일 ~ )는 잉글랜드에서 태어난 음악가로, U2의 기타리스트이다.